# Закедье
Закедье — село Борисоглебского района Ярославской области, входит в состав Вощажниковского сельского поселения.

## География
Расположено близ берега реки Кеды (приток Могзы) в 8 км на северо-запад от центра поселения села Вощажникова и в 19 км на север от райцентра посёлка Борисоглебский.

## История
Каменная пятиглавая церковь с колокольней во имя Воскресения Христова, Владимирской Пресвятой Богородицы и св. Федора Тирона построена в 1847 году на средства московского купца Федора Федоровича Нибилкова и прихожан, эта церковь заменила бывшую деревянную.
В конце XIX — начале XX село входило в состав Вощажниковской волости Ростовского уезда Ярославской губернии. В 1885 году в деревне было 25 дворов.
С 1929 года село входило в состав Уславцевского сельсовета Борисоглебского района, с 1954 года — в составе Вощажниковского сельсовета, с 2005 года — в составе Вощажниковского сельского поселения.

## Население
| 1859 | 2007 | 2010 |
| ---- | ---- | ---- |
| 128  | ↘0   | →0   |

## Достопримечательности
В селе расположена недействующая Церковь Воскресения Христова (1847).